# Tour de Corse (ciclismo)
El Tour de Corse, creado en 1920 y abierto a profesionales en 1971, fue una carrera ciclista por etapas francesas.

## Palmarés
| Año                        | Ganador                 | Segundo                | Tercero              |
| -------------------------- | ----------------------- | ---------------------- | -------------------- |
| Amateurs de 1920 a 1970    |                         |                        |                      |
| 1920                       | Napoléon Paoli          | Adrien Alpini          | Sylvestre Colombiani |
| 1921-1925                  | No se disputó           |                        |                      |
| 1926                       | Eugène Maurel           | Michel Angeli          | Armand Rabissoni     |
| 1927 (1)                   | Marcel Subrero          | Paul Casabianca        | Antoine Idda         |
| 1927 (2)                   | Jacques Gandolfi        | François Natali        | Napoléon Paoli       |
| 1928                       | Marcel Prigent          | Jean Maestracci        | Marius Mancini       |
| 1929                       | Henri Roche             | Eugène Maurel          | Verzura              |
| 1930                       | Henri Roche             | Corrado Bettini        | Charles Tomasi       |
| 1931                       | Raymond Gravini         | Paul Caïtucoli         | Vincent Decherchi    |
| 1932                       | Olinto Duceschi         |                        |                      |
| 1933                       | Marc Leccia             |                        |                      |
| 1934                       | Enrico Puppo            | Decimo Bettini         | Adelmo Filoni        |
| 1935                       | Nello Troggi            | Hermann Buse           | Paolo Bianchi        |
| 1936 (1)                   | Decimo Bettini          | Jacques Dalmasso       | Maurice Ribero       |
| 1936 (2)                   | Florindo Eufemi         | Paolo Bianchi          | Gino Proietti        |
| 1937-1948                  | No se disputó           |                        |                      |
| 1949                       | Marius Mutero           | Agostino Bettini       | Gino Zei             |
| 1950                       | Dominique Canavèse      | Gino Zei               |                      |
| 1951-1955                  | No se disputó           |                        |                      |
| 1956                       | Jacques Collado         | Adolphe Ferrigno       | Alphonse Chiapolini  |
| 1957                       | No se disputó           |                        |                      |
| 1958                       | Gilbert Salvador        | Manuel Cruz            | René Vallat          |
| 1959-1970                  | No se disputó           |                        |                      |
| Profesional de 1971 a 2000 |                         |                        |                      |
| 1971                       | Alain Santy             | Pierre Martelozzo      | Christian Raymond    |
| 1972-1974                  | No se disputó           |                        |                      |
| 1975                       | Miguel María Lasa       | Guy Sibille            | Michel Laurent       |
| 1976                       | Michel Laurent          | Antonio Lualdi         | Patrick Perret       |
| 1977                       | Régis Ovion             | Patrick Béon           | Roger Legeay         |
| 1978                       | Michel Laurent          | Gilbert Chaumaz        | Joaquim Agostinho    |
| 1979                       | Sven-Åke Nilsson        | René Bittinger         | Christian Jourdan    |
| 1980                       | Gilbert Duclos-Lassalle | Michel Laurent         | Joaquim Agostinho    |
| 1981                       | Stephen Roche           | Michel Laurent         | Bernard Hinault      |
| 1982                       | Bernard Hinault         | Pascal Simon           | Greg LeMond          |
| 1983-1984                  | No se disputó           |                        |                      |
| 1985                       | Patrick Busolini        | Wayne Bennington       | Althusser            |
| 1986                       | Jean-Marc Angelotti     |                        |                      |
| 1987                       | Philippe Magnien        |                        |                      |
| 1988-2000                  | No se disputó           |                        |                      |
| Amateurs a partir del 2000 |                         |                        |                      |
| 2001                       | Dominique Bozzi         | Francis Mourey         |                      |
| 2002                       | Francis Mourey          |                        |                      |
| 2003                       | Francis Mourey          | Dominique Bozzi        |                      |
| 2004-2006                  | No se disputó           |                        |                      |
| 2007                       | Yoni Beauquis           | Frédéric Frech         | Jonathan Lopez       |
| 2008                       | Paul Sage               | Florian Bernard        | Florent Gignon       |
| 2009                       | Cyril Vincenti          | Kévin Giraud           | Jordan Thiré         |
| 2010                       | Thomas Antony           | Ludovic Bret           | Jordan Thiré         |
| 2011                       | Mathieu Couffignal      | Vincent Couffignal     | Florent Icare        |
| 2012                       | Wojciech Sykala         | Nicolas Gaurin         | Quentin Charles      |
| 2013                       | Antoine Besson          | Gracjan Szeląg         | Fabrice Collado      |
| 2014                       | Pascal Bousquet         | Quentin Vanoverschelde | Baptiste Bouchet     |